# Leon County (Texas)
Leon County je okres ve státě Texas v USA. K roku 2010 zde žilo 16 801 obyvatel. Správním městem okresu je Centerville. Celková rozloha okresu činí 2 797 km².